# میرکورا نیرژولو
شهر میرکورا نیرژولو (به رومانیایی: Miercurea Nirajului) در شهرستان موره در کشور رومانی واقع شده‌است. جمعیت این شهر ۵٬۸۲۴ نفر  است.